# 165612 Стекпол
165612 Стекпол (165612 Stackpole) — астероїд головного поясу, відкритий 23 березня 2001 року.
Тіссеранів параметр щодо Юпітера — 3,431.
Названо на честь Майкла Стекпола (англ. Michael A. Stackpole, нар. 1957) — американського письменника у жанрі наукової фантастики.